# 冰雨的风暴
《劍刃風暴》（英語：A Storm of Swords），是由美國作家喬治·R·R·馬丁所著的史詩奇幻小說。該書是《冰與火之歌》系列的第三部，分成上下兩冊，於2000年8月8日在英國首度出版。